# Эген, Маркус
Ма́ркус У́льрих Э́ген (нем. Markus Ulrich Egen; 14 сентября 1927, Фюссен, Германия — 28 мая 2021) — немецкий хоккеист и тренер. Игрок сборной Западной Германии по хоккею с шайбой, участник трёх Олимпийских игр. Сын, Ульрих Эген — тоже хоккеист и тренер.

## Биография
Родился в Фюссене в 1927 году. С 1946 по 1961 год играл за команду «Фюссен» в хоккейной лиге ФРГ, в составе команды 13 раз становился чемпионом Германии. Всего за карьеру в клубе забросил 215 шайб. В 1948, 1953 и 1954 годах был лучшим бомбардиром лиги. В 1952 году стал обладателем кубка Шпенглера.
За сборную Германии выступал на 4 чемпионатах мира, а также на 3 Олимпийских играх — 1952, 1956 и 1960 года. Завоевал серебро первенства планеты 1953 года. На чемпионате мира 1954 года был третьим в списке лучшим бомбардиров турнира.
После окончания карьеры работал тренером. Возглавлял «Фюссен», пять раз приводил его к титулу чемпиона ФРГ. Также работал со сборной Германии. В 1988 году был введён в Зал славы немецкого хоккея.